# Hirschstange

Hirschstange

Die Hirschstange (nach Siebmacher auch Hirschhorn) ist eine gemeine Figur in der Heraldik. Besonders bekannt ist sie als Symbol Württembergs, wo sie in zahlreichen Kommunalwappen zu finden ist. In diesem Zusammenhang finden sich auch in den Logos des Automobilherstellers Porsche und des Fußballvereins VfB Stuttgart Hirschstangen.

## Bedeutung und Verbreitung

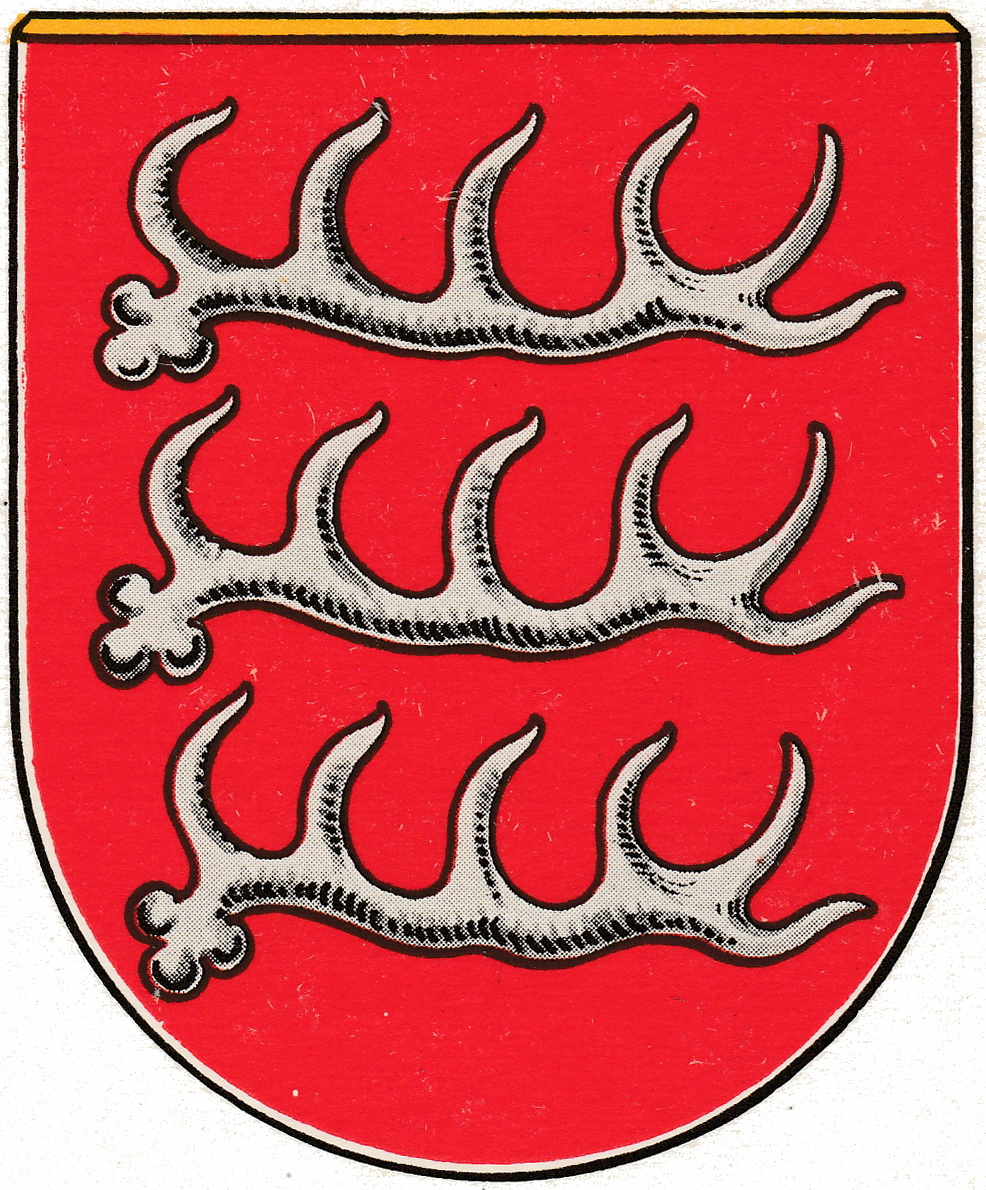
Deinsen

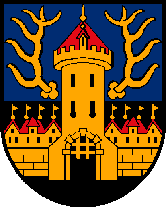
Ottensheim: Markt und Jagd

Hirschstangen wurden aus verschiedenen Gründen in Wappen aufgenommen. Da Hirsche Jagdwild sind, kann eine Hirschstange als Symbol für die Jagd oder für Wildreichtum stehen (als pars pro toto), im moderneren Sinne auch als Sinnbild für intakte Natur. Des Weiteren kann sie als redendes Wappen den Namen symbolisieren, für den sie steht, z. B. beim Adelsgeschlecht der Hirschberger (Leutershausen an der Bergstraße) oder bei Herzlake im Emsland (Herz von Hirsch abgeleitet). Der Hirsch als Wappentier in seiner ganzen Größe hat genauso in die Heraldik Einzug gehalten. In Kirchhundem im westfälischen Sauerland symbolisieren sie, begleitet von einer Wolfsangel, gleichfalls den Rotwildreichtum. In Deinsen im Leinebergland kommt das Wappen von den Grafen von Spiegelberg. Auch Orte, welche unter der Hegemonie des sächsisch-böhmischen Adelsgeschlechtes Bieberstein standen, führen eine Hirschstange. Blankenburg (Harz) leitet die Hirschstange auch von einem örtlichen Grafengeschlecht ab. In Wadern stehen sie allgemein für die Landwirtschaft. Marsberg-Meerhof weist sowohl hierauf als auch den Waldreichtum des Sauerlandes hin.

## Das Wappen Württembergs und seine Verwandtschaftsbeziehungen
Das Hauswappen Württembergs zeigte in Gold drei liegende schwarze Hirschstangen übereinander. Dieses im Siegelbild erstmals 1228 nachgewiesene Zeichen wurde vom Haus Württemberg vermutlich Ende des 12. Jahrhunderts übernommen, als Graf Hartmann die Erbtochter der Grafen von Veringen heiratete. Auch deren Wappen zeigte drei Hirschstangen, die in der ersten farbigen Darstellung 1330 rot in goldenem Schild erscheinen. Die ebenfalls mit den Veringern versippten Grafen von Nellenburg führten drei blaue Hirschstangen in ihrem Wappen.

Württemberg
Veringen
Nellenburg

Als sich das Herrschaftsgebiet Württembergs nach und nach erweiterte und die Grafen zu Herzögen bzw. später zu Königen aufstiegen, wurde das württembergische Wappen um zusätzliche Felder erweitert, erstmals 1447 um die Barben von Mömpelgard. Die als Stammwappen angesehenen Hirschstangen behielten jedoch bei allen Änderungen einen herausragenden Platz, selbst nach dem Ende der Monarchie. Im heutigen Wappen Baden-Württembergs treten die Hirschstangen nur noch in der Schildkrone des großen Landeswappens auf, außerdem dient ein Hirsch als Schildhalter.

### Die württembergischen Hirschstangen
Die drei Hirschstangen bildeten anfangs auch das Wappen einiger wichtiger württembergischer Städte, so z. B. Backnang, Sindelfingen, Tuttlingen und Waiblingen, allerdings schufen diese Städte später für ihr Wappen ein Unterscheidungsmerkmal, indem sie eine andere Tingierung oder Schildeinteilung wählten. Als Zeichen der Zugehörigkeit zu Württemberg trat die Hirschstange auch einzeln auf, gelegentlich als alleinige Schildfigur (etwa in Göppingen oder Münsingen), häufiger jedoch als Beizeichen (z. B. Asperg, Pfullingen oder Waldenbuch). Auch nachdem Württemberg im heutigen Land Baden-Württemberg aufgegangen war, trat die Hirschstange – nunmehr in historisierender Weise – in zahlreichen neu geschaffenen Gemeindewappen auf, mit denen die betreffenden Gemeinden ihre traditionelle Verbundenheit mit Württemberg zum Ausdruck bringen wollten (Beispiel: Bad Boll). Besonders häufig ist die Verwendung einer einzelnen schwarzen Hirschstange in goldenem Schildhaupt, so z. B. bei Kirchheim unter Teck oder Freudenstadt. Üblicherweise ist die Wappenfigur so angeordnet, dass die Hornwurzel nach (heraldisch) rechts und die Enden nach links weisen; die spiegelverkehrte Stellung muss in der Blasonierung eigens erwähnt werden, so z. B. im Wappen von Albstadt.  Im Wappen Tübingens treten zwei Hirschstangen in der Helmzier auf; sie bilden das Unterscheidungsmerkmal zum Wappen der Stadt Böblingen, deren Schildbild das Gleiche ist.
Insgesamt sind heute in gut 90 baden-württembergischen Gemeinde- und in acht Kreiswappen Hirschstangen als Symbol der Zugehörigkeit zu Württemberg zu finden. Außerhalb Baden-Württembergs sind Hirschstangen unter anderem in den Wappen der Elsässer Orte Reichenweier und Andolsheim, die bis Ende des 18. Jahrhunderts als Teil der Herrschaft Reichenweier bzw. Grafschaft Horburg württembergisch waren, des Weiteren im kurzlebigen Wappen des niederschlesischen Landkreises Oels, in dem die Seitenlinie Württemberg-Oels repräsentiert war, und im heutigen Wappen der polnischen Gemeinde Pokój (dt. Bad Carlsruhe, benannt nach einem Herzog aus dieser Seitenlinie).

Aichtal
Albstadt
Asperg
Backnang
Blaubeuren mit Blaumännle
Bad Boll
Dornstetten
Eislingen/Fils
Freudenstadt
Göppingen
Kirchheim unter Teck
Münsingen
Nürtingen
Pfullingen
Reichenbach an der Fils
Sindelfingen
Tübingen
Tuttlingen
Waiblingen
Waldenbuch
Landkreis Karlsruhe
Rems-Murr-Kreis
Zollernalbkreis

### Die veringischen Hirschstangen
Die Grafen von Veringen, die hauptsächlich in der Gegend des Laucherttals begütert waren, starben in der Hauptlinie 1415 aus. Heute erinnern die roten Hirschstangen im Wappen von Veringenstadt und Langenenslingen an sie, vermutlich auch die im Wappen Gammertingens. Die Hirschstange im Wappen von Trochtelfingen erinnert an Veringen und Württemberg.
Außerdem waren die Veringer Hirschstangen in den ehemaligen Gemeindewappen von Benzingen, Billafingen, Riedetsweiler und Veringendorf im alten Landkreis Sigmaringen vertreten, wobei Letzteres exakt dem der Grafen von Veringen entsprach.

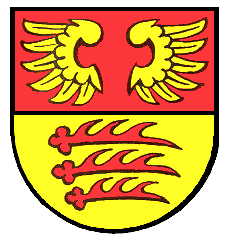
Benzingen
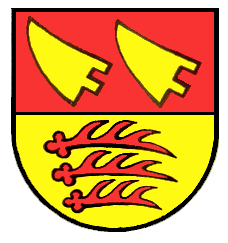
Billafingen
Gammertingen
Langenenslingen
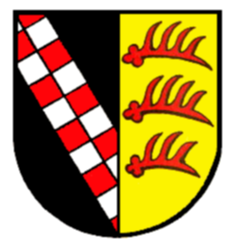
Riedetsweiler
Trochtelfingen
Veringendorf
Veringenstadt

### Die nellenburgischen Hirschstangen
Die Landgrafschaft Nellenburg mit Hauptsitz in Stockach fiel im 15. Jahrhundert erst in die Hände der Herren von Tengen, dann an Vorderösterreich. Ab 1810 gehörte sie zu Baden. Heute erinnern die blauen Hirschstangen in den Gemeindewappen von Stockach, Eigeltingen, Gailingen am Hochrhein (in umgekehrten Farben), Mühlingen, Orsingen-Nenzingen, Steißlingen und Emmingen-Liptingen an die Landgrafschaft, ebenso die im Wappen des Landkreises Konstanz; hinzu kommt Glattfelden (Schweiz). Nicht an Nellenburg, sondern an Württemberg erinnert die blaue Hirschstange im Gemeindewappen von Mönchweiler (Schwarzwald-Baar-Kreis).

Wappen der Landgrafschaft Nellenburg
Eigeltingen
Gailingen am Hochrhein
Mühlingen
Orsingen-Nenzingen
Steißlingen
Stockach
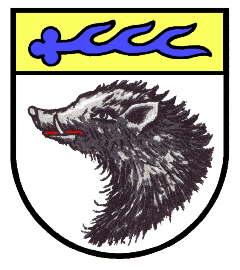
Stockach-Zizenhausen
Emmingen-Liptingen
Landkreis Konstanz
Glattfelden